# Райнхард фон Вайлнау
Райнхард фон Вайлнау (на немски: Reinhard von Weilnau; * пр. 1282; † сл. 1344) е граф на Вайлнау.

## Произход
Той е син на граф Герхард II фон Вайлнау († 1288) и съпругата му графиня Изенгард фон Ханау († 1282), дъщеря на граф Райнхард I фон Ханау († 1281) и Аделхайд фон Мюнценберг († ок. 1291). Брат е на граф Хайнрих V фон Вайлнау († пр. 1342/сл 1344) и Елизабет фон Вайлнау († 1365), омъжена за Конрад V фон Тримберг († сл. 1369).

## Фамилия
Райнхард фон Вайлнау се жени за Маргарета фон Залца (* пр. 1328; † сл. 1365). Те имат децата:
- Герхард III фон Вайлнау-Диц († сл. 1396), граф на Вайлнау, женен за Маргарета фон Тримборн († 1366)
- Маргарета фон Вайлнау († сл. 13 февруари 1390), омъжена сл. 15 юни 1380 г. за Конрад V 'Млади' фон Бикенбах, господар на Клингенберг ам Майн († 4 октомври 1393), син на Конрад III фон Бикенбах († 1354) и шенка Агнес фон Ербах-Ербах († сл. 1347)